# Dudleya sproulii
Dudleya sproulii är en fetbladsväxtart som beskrevs av P.H. Thomson. Dudleya sproulii ingår i släktet Dudleya och familjen fetbladsväxter. Inga underarter finns listade i Catalogue of Life.